# Leroy (Film)
Leroy ist eine satirische Liebeskomödie von Regisseur Armin Völckers, gedreht im Jahr 2006 in Deutschland. Nach dem Erfolg des preisgekrönten 18-minütigen Kurzfilms mit dem Titel Leroy räumt auf wurde die Geschichte neu erarbeitet und von Autor und Regisseur Armin Völckers in Spielfilmlänge verfilmt. Die Neuauflage erschien am 27. September 2007 in den Kinos.

## Handlung
Leroy ist ein 17-jähriger Junge und lebt in Berlin. Er liest bevorzugt Goethe, spielt Cello und ist vor allem den Mädchen gegenüber eher schüchtern und zurückhaltend. Mit einem Vater, der dank seines in Japan sehr erfolgreichen Anti-Handystrahlen-Gürtels seine Zeit mit weiteren Erfindungen von zweifelhaftem Nutzen verbringen kann, einer links-liberalen Mutter und einer aufdringlichen Nachhilfeschülerin ist Leroy eigentlich ausgelastet, als er sich ausgerechnet in die schöne Eva verliebt.
Als sie seine Zuneigung erwidert, könnte das Glück perfekt sein. Leroy ist zwar Deutscher, allerdings dunkelhäutig und Eva heißt mit Nachnamen Braune und ihr Vater ist Politiker einer rechtsgerichteten Partei. Auch ihre Brüder sind ausgemachte Neonazis. So sind Probleme rund um den suizidgefährdeten Kanarienvogel Rommel, dumme, aber bösartige Skinheads, einen schwulen, jüdischen Bekannten Evas und die ausländischen Freunde Leroys programmiert. Die Situation eskaliert, als die von Evas Brüdern angestifteten Rechtsradikalen bei einem Angriff auf Leroy ausgerechnet Eva verletzen. Leroy gerät in eine tiefe Identitätskrise, über die ihm die Begegnungen mit Blacula, Ikonen der Black-Power-Bewegung und seiner freizügigen Deutschlehrerin hinweghelfen. So geht er mit seinen Freunden zum Gegenangriff über und kann in einem ins Absurde übersteigerten Filmende sogar den gesamten Rechtsradikalismus überwinden, indem er mit Evas Brüdern einen Song aufnimmt, der die Geschichte des Films widerspiegelt („Alle Subkulturen sind mit der Zeit verschwunden. Der Rock, der Punk. Alles wurde nach und nach von der Musik zu Grunde gemacht. Wenn ich es schaffe, den Nationalsozialismus zu kommerzialisieren, wird auch er vernichtet.“).

## Kritiken
„Eine aus einem Kurzfilm entwickelte sympathische Multikulti-Komödie, deren Rechnung nicht immer aufgeht. Dank des überzeugenden Hauptdarstellers sowie der mitreißenden Songs unterhält der Film dennoch vorzüglich und lotet in seiner spielerischen Auseinandersetzung mit realitätsnahen und aktuellen Problemen durchaus in die Tiefe.“

„Frech, manchmal ein wenig naiv und möglichst politisch unkorrekt – so präsentiert sich diese coole und erfrischend andersartige Komödie, die gleichzeitig als nicht ganz ernst gemeinte Hommage an die Blaxploitation-Filme der siebziger Jahre und deren Flaggschiff ‚Shaft‘ durchgeht, was sich in Leroys Afrofrisur, einem Videotheken-Besuch bei seinen schwarzen Brüdern und ganz besonders im funkigen Soundtrack niederschlägt. Der wird dominiert von deutschen HipHop-Größen wie Afrob, Curse, Harris und Clueso, die maßgeblichen Anteil am Gelingen dieses Mix aus Love Story, Porträt eines Außenseiters, der gar keiner ist, und ‚schwarzer‘ Komödie haben. Da verzeiht man ‚Leroy‘ und seinem Regisseur sogar das Ende, das ein wenig zu übertrieben positiv, optimistisch und somit leider sehr unrealistisch ausgefallen ist.“

## Soundtrack
Der Soundtrack zu Leroy wurde teilweise von Berliner Musikern aber auch deutschland- und weltweit bekannten Bands zusammengesetzt. So wirken unter anderem Blumentopf, Seeed, Denyo, Clueso und Bela B. mit eigenen Liedern mit. Der Rapper Afrob hat neben seinem Gesangspart für den Soundtrack auch eine Sprechrolle im Film und spielt den Blacula, der Leroy in einer Schlüsselszene zur Vernunft bringt.
Neben den realen Bands taucht im Abspann weiterhin noch die fiktive Skinhead-Band Skin’Sync auf, mit deren Hilfe Leroy gedenkt, die rechtsradikale Skinheadbewegung zu kommerzialisieren und somit zu zerstören.

## Auszeichnungen
Der Kurzfilm Leroy räumt auf, auf dem der Kinofilm basiert, wurde mit dem „film+“-Award für Filmschnitt und Montagekunst ausgezeichnet. Außerdem gewann er auf dem Time to Live Film Festival in Sankt Petersburg im April 2006 die Auszeichnung als „bester Kurzfilm“. Der Film wurde außerdem am 14. Juli im ARTE mit anderen Kurzfilmen gezeigt.
Bei der Verleihung des Deutschen Filmpreises 2008 erhielt Leroy die Auszeichnungen in zwei Kategorien: Beste Filmmusik und Bester Kinder- und Jugendfilm. Außerdem gewann der Film noch zwei Preise bei internationalen Festivals.
Die Deutsche Film- und Medienbewertung FBW in Wiesbaden verlieh dem Film das Prädikat wertvoll.
| Tabellarische Übersicht der Auszeichnungen und Nominierungen | Tabellarische Übersicht der Auszeichnungen und Nominierungen   | Tabellarische Übersicht der Auszeichnungen und Nominierungen | Tabellarische Übersicht der Auszeichnungen und Nominierungen | Tabellarische Übersicht der Auszeichnungen und Nominierungen |
| Jahr                                                         | Auszeichnung                                                   | Für                                                          | Kategorie                                                    | Resultat                                                     |
| ------------------------------------------------------------ | -------------------------------------------------------------- | ------------------------------------------------------------ | ------------------------------------------------------------ | ------------------------------------------------------------ |
| 2007                                                         | Tokyo Sakura Grand Prix beim Tokyo International Film Festival | Leroy                                                        | Bester Film                                                  | Nominiert                                                    |
| 2007                                                         | Publikumspreis beim Tokyo International Film Festival          | Leroy                                                        | Publikumspreis                                               | Gewonnen                                                     |
| 2008                                                         | Deutscher Filmpreis                                            | Ali N. Askin                                                 | Beste Filmmusik                                              | Gewonnen                                                     |
| 2008                                                         | Deutscher Filmpreis                                            | Leroy                                                        | Bester Kinder- und Jugendfilm                                | Gewonnen                                                     |
| 2008                                                         | Grifone d’Oro beim Giffoni Film Festival                       | Leroy                                                        | Bester Film                                                  | Gewonnen                                                     |